# Nicholas Latifi
Nicholas Daniel Latifi és un pilot canadenc de Fórmula 1. Des del 2020, competeix amb l'escuderia Williams.

## Resultats
| Temporada | Series                                   | Equip             | Curses          | Victòries       | Poles           | Voltes ràpides  | Podis           | Punts           | Posició final   |
| --------- | ---------------------------------------- | ----------------- | --------------- | --------------- | --------------- | --------------- | --------------- | --------------- | --------------- |
| 2012      | Campionat d'Itàlia de Fórmula 3          | BVM               | 24              | 1               | 0               | 0               | 4               | 117             | 7è              |
| 2013      | Campionat Europeu de Fórmula 3 de la FIA | Carlin            | 30              | 0               | 0               | 0               | 0               | 45              | 15è             |
| 2013      | Fórmula 3 Britànica                      | Carlin            | 11              | 0               | 2               | 1               | 1               | 97              | 5è              |
| 2013      | Masters de Fórmula 3                     | Carlin            | 1               | 0               | 0               | 0               | 0               | 0               | 7è              |
| 2014      | Campionat Europeu de Fórmula 3 de la FIA | Prema Powerteam   | 30              | 0               | 0               | 0               | 1               | 128             | 10è             |
| 2014      | Porsche Carrera Cup                      | Redline Racing    | 2               | 0               | 0               | 0               | 0               | 14              | 23è             |
| 2014      | Fórmula Renault 3.5                      | Tech 1 Racing     | 6               | 0               | 0               | 0               | 1               | 20              | 20è             |
| 2014      | GP2 Series                               | Hilmer Motorsport | 2               | 0               | 0               | 0               | 0               | 0               | 32è             |
| 2014      | Gran Premi de Macau                      | Prema Powerteam   | 1               | 0               | 0               | 0               | 0               | N/A             | 5è              |
| 2015      | Fórmula Renault 3.5                      | Arden Motorsport  | 17              | 0               | 0               | 1               | 0               | 55              | 11è             |
| 2015      | Porsche Carrera Cup                      | Redline Racing    | 8               | 0               | 0               | 0               | 1               | 72              | 11è             |
| 2015      | GP2 Series                               | MP Motorsport     | 8               | 0               | 0               | 0               | 1               | 72              | 11è             |
| 2016      | GP2 Series                               | DAMS              | 22              | 0               | 0               | 0               | 1               | 23              | 16è             |
| 2016      | Fórmula 1                                | Renault           | Pilot de proves | Pilot de proves | Pilot de proves | Pilot de proves | Pilot de proves | Pilot de proves | Pilot de proves |
| 2017      | FIA Fórmula 2                            | DAMS              | 21              | 1               | 0               | 4               | 9               | 178             | 5è              |
| 2017      | Fórmula 1                                | Renault           | Pilot de proves | Pilot de proves | Pilot de proves | Pilot de proves | Pilot de proves | Pilot de proves | Pilot de proves |
| 2018      | FIA Fórmula 2                            | DAMS              | 24              | 1               | 0               | 2               | 3               | 91              | 5è              |
| 2018      | Fórmula 1                                | Force India       | Pilot de proves | Pilot de proves | Pilot de proves | Pilot de proves | Pilot de proves | Pilot de proves | Pilot de proves |
| 2019      | FIA Fórmula 2                            | DAMS              | 22              | 4               | 0               | 4               | 8               | 214             | 2n              |
| 2019      | Fórmula 1                                | Williams          | Pilot de proves | Pilot de proves | Pilot de proves | Pilot de proves | Pilot de proves | Pilot de proves | Pilot de proves |
| Font:     |                                          |                   |                 |                 |                 |                 |                 |                 |                 |